# Blue Bird TC/2000

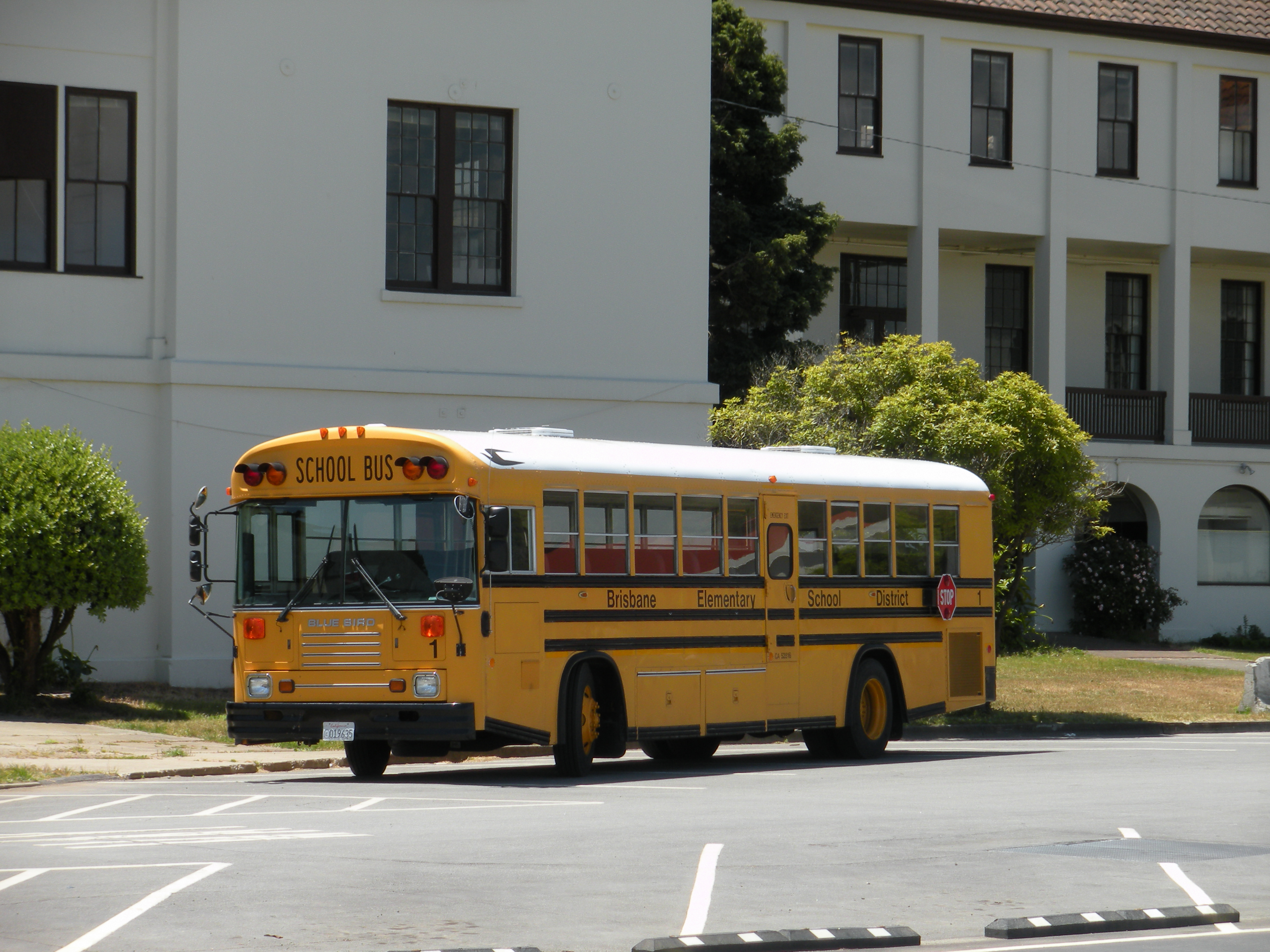
Blue Bird TC/2000

Blue Bird TC/2000 — школьный автобус, производился корпорацией Blue Bird (тогда Blue Bird Company Body) с 1988 по 2003 годы.
В 1930-е годы школьные автобусы появились впервые. Производители стремились разработать школьные автобусы с большей вместимостью и большей маневренностью. До Второй мировой войны штат Калифорния насчитывал 3 концерна-производителя таких агрегатов: Crown Coach, Gillig и Seattle Kenworth-Pacific поставили различные варианты автобусов такого типа в производство; наиболее распространенным был с передним управлением и с двигателем, расположенным рядом с водителем.
В качестве транспортных средств с наивысшей пропускной способностью (от 84 до 90 пассажиров против 60 до 72 пассажиров), производимых в Соединенных Штатах, школьные автобусы стали продаваться в качестве флагмана транспортных средств соответствующих производителей. Однако в 1970-е годы спрос на школьные автобусы резко снизился. Снижение числа учеников в сочетании с общим спадом усиливали общую важность обеспечения заказов подрядчиками крупных округов. В то время как автобусы повышенной емкости потенциально могли снизить эксплуатационные расходы.
В 1986 году первый недорогой школьный автобус этого типа был введен в эксплуатацию.
В конце 1980-х годов в Blue Bird столкнулись с необходимостью конкурировать с All American. Чтобы решить проблему, ТС/2000 был введен в 1988 году. В версиях позднее хромированная отделка была удалена, а решетка радиатора была изменена с 14 слотов до 4.